# فدراسیون بسکتبال سوئد
فدراسیون بسکتبال سوئد (سوئدی: Svenska Basketbollförbundet) نهاد اداره کننده ورزش بسکتبال در کشور سوئد است. این فدراسیون که در سال ۱۹۵۲ تاسیس شده مقر آن در شهر استکهلم قرار دارد.